# Fabrice Salanson
Fabrice Salanson (Montereau-Fault-Yonne, 17 november 1979 – Dresden (Duitsland), 3 juni 2003) was een Frans wielrenner, die beroeps was tussen 2000 en 2003 en als een groot talent werd beschouwd.

## Overlijden
Op 3 juni 2003 werd hij de ochtend voorafgaand aan de Ronde van Duitsland in zijn hotel in Dresden dood naast zijn bed aangetroffen. De Ronde werd nog wel verreden, maar de ploeg van Salanson, Brioches La Boulangère, ging niet meer van start.
Forensisch onderzoek toonde aan dat de renner stierf aan een hartaanval. Het zou een vergroot hart betreffen, in combinatie met een ondermaatse bloedaanvoer naar de hartspieren. Aanwijzingen voor doping werden niet gevonden. Wel dook later een elektrocardiogram van drie weken vóór de dood van Salanson op, dat een onderbreking toonde tijdens een zware test met maximale inspanning. Medici verklaarden dat dit weliswaar abnormaal is, maar geen verklaring voor zijn dood vormt.

## Belangrijkste overwinningen
2000
- 3e etappe Ronde van de Toekomst

2002
- 2e etappe Midi Libre

## Resultaten in voornaamste wedstrijden
| Jaar | Ronde van Italië | Ronde van Frankrijk | Ronde van Spanje |
| ---- | ---------------- | ------------------- | ---------------- |
| 2001 | opgave           |                     |                  |
| 2002 |                  |                     |                  |

| Jaar | Luik-Bast.‑Luik |
| ---- | --------------- |
| 2001 |                 |
| 2002 | 106e            |